# NGC 174
NGC 174 é uma galáxia espiral barrada (SB0-a) localizada na direcção da constelação de Sculptor. Possui uma declinação de -29° 28' 40" e uma ascensão recta de 0 horas, 36 minutos e 58,8 segundos.
A galáxia NGC 174 foi descoberta em 27 de Setembro de 1834 por John Herschel.